# 王時和
王時和（1580年—？年），字元調，號旭谷，直隸大名府魏縣人，明朝政治人物。

## 生平
己酉順天府鄉試第一百九名舉人，萬曆三十八年庚戌科會試二百十二名，廷试三甲一百五名進士，吏部觀政，授山東濟南府淄川縣知縣。四十四年陞禮部主客司主事。調户部山西司主事，天啓五年（1625年）八月榷临清钞关，發内監私貨，遷蘇州府知府，敕建魏忠贤生祠，主者欲屈之拜，時和曰：有断頭太守，無屈膝太守也。主者怒，飛騎報璫，比至而璫敗，遂得免。尋卒，文震孟贈之以文。

## 家族
曾祖王秉，壽官；祖父王甫；父王思忠，封文林郎；母張氏（封淑人）。慈侍下。兄時太，弟時興；時晟。子王憲。